# Morro Redondo
Morro Redondo är en kommun i Brasilien.   Den ligger i delstaten Rio Grande do Sul, i den södra delen av landet, 1 800 km söder om huvudstaden Brasília. Antalet invånare är 6 231. Arean är 245 kvadratkilometer.
Terrängen i Morro Redondo är platt åt sydväst, men åt nordost är den kuperad.
I omgivningarna runt Morro Redondo växer huvudsakligen savannskog. Runt Morro Redondo är det ganska glesbefolkat, med 25 invånare per kvadratkilometer.